# Sangstrup Klint
Sangstrup- og Karlby Klinter er to i alt 5 kilometer lange og op til 17 meter høje klinter beliggende på det østligste Djursland lidt nord for Jyllands østligste punkt, Fornæs Fyr i Voldby Sogn, Norddjurs Kommune, ca. 7 km nord for Grenaa. Klinterne består af et 65 millioner år gammelt koralrev af bryozokalk (limsten) med udfældning af flintlag fra Nedre Danien.
Der er adgang med bil til klinterne ved det lille fiskerleje, Hjembæk i Hjembæk Bugt, der ligger mellem Sangstrup- og Karlby Klint.
Det er muligt at finde fossiler i klinterne, og flere steder er der kanonkuglehuller, der fremstår som runde rustskaller. De siges[kilde mangler] at stamme fra tyske krigsskibe, som under 2. Verdenskrig skød deres kanoner ind, ved at bruge klinterne som mål.
Området kan også være interessant for lystfiskere og dykkere, da kalkformationerne i form af undervandsskrænter fortsætter under vandet, og giver markant undervandstopografi, samt skjulesteder for fisk og fødedyr.

## Byggemateriale
Som én blandt 9 kirker på Djursland, er Nødager Kirke fra 1100-tallet bygget af kalksten fra denne geologiske formation i Danmarks undergrund Kalkstenene blev sejlet fra Sangstrup og Karlby ned langs Djurslands østkyst, og ind over Grenaa Strand, der er den tilsandede udmunding til havet for Kolindsund, der i middelalderen var et sejlbart sund ind i det centrale Djursland op til byen Kolind . Kolindsund er i dag fladt landbrugsland, der kontinuerligt bliver pumpet tør for vand, idet de laveste områder ligger 2 meter under havets overflade.

## Geologi
Kalkformationen, der ses som stejle havklinter ved Sangstrup og Karlby, strækker sig i et bånd tværs gennem den danske undergrund, og kan også ses ved overfladen i form af Møns Klint i det sydøstligste Danmark på Møn. Formationen dukker op ved overfladen hen over Norddjursland ved Sangstrup, og igen i det nordlige Danmark syd for Aalborg. Her bliver kalken udvundet som råstof, der er grundlag for Aalborg Portlands cementproduktion.

## Kalkbrænderier
Ved Glatved Strand 20 km syd for Sangstrup Klint, har kalksten fra denne bryozoformation, der strækker sig som et rev ud for Glatved ned langs Djurslands østkyst, dannet grundlag for fremstilling af brændt kalk, fra et industrielt kalkværk, der lå for enden af Glatved Strandvej indtil årtusindskiftet. Her blev kalken udvundet som kalksten frasorteret strandsten og bakkegrus i området. De brændte kalksten danner grundlag for fremstilling af læsket kalk, der bliver brugt som farvestof til hvidkalkning af bygninger - hvilket ses på de mange hvide landsbykirker i Danmark og på gamle huse og gårde, der traditionelt også blev kalket hvide. Den brændte og læskede kalk er også grundlag for fremstilling af mørtel - der fortsat bliver anvendt som bindemiddel mellem mursten i murstensbyggeri.
Læsket kalk fremstilles ved at tilsætte vand til brændte kalksten, som derved undergår en markant kemisk reaktion, der afgiver varme, i en proces hvor stenene bliver opløst i vandet. Der er udvundet kalksten i Glatvedområdet tilbage fra midten af 1800-tallet, muligvis tidligere. Der findes flere historiske og fredede bilstore kalkmiler i området, ligesom der, foruden det for enden af Galtved Strandvej, også lå en industriel skala kalkbrændeovn ved landsbyen Balle for nogle årtier siden. Disse højovne bliver fyret med kul, der bliver pakket lagvis med kalksten.

## Undersøisk Rev
I havet umiddelbart ud for Grenaa Havn findes Kalkgrunden, som er et undersøisk rev, der er der er del af samme forhistoriske koralrevsformation. Kalkgrunden er omgivet af sejlruter ind til Grenaa Havn på begge sider. Den laveste del af grunden, tættest på havnen er kun 1,20 meter under havets overfalde, og det sker ind i mellem, at uopmærksom skibsfart går på grund på Kalkgrunden.
- Sangstrup Klint set fra Hjembæk bugt, retning mod syd
- Krystaliseret aftryk af søpindsvind fra Sangstrup Klint

## Eksterne kilder og henvisninger
- Glatved Arkiveret 13. marts 2014 hos  Wayback Machine lystfisker.dk
- Glatved Strand Danmarks Strandguide (Djursland).
- Glatved Strand Arkiveret 13. marts 2014 hos  Wayback Machine Fugle & natur.
- Glatved Strand Arkiveret 13. marts 2014 hos  Wayback Machine Alpha Diving
- Glatved Strand Visit Denmark
- Sangstrup – Karlby Klinter fra Geologiske interesseområder på geus.info